# Corey Fogelmanis
Corey Fogelmanis (Thousand Oaks, 13 agosto 1999) è un attore statunitense.
È famoso per il ruolo di Farkle Minkus in Girl Meets World

## Biografia
Figlio di Shannon e Dain Fogelmanis, ha un fratello, Baylee. Oltre alla recitazione, sa cantare e ballare. Gli piace la fotografia, la ginnastica e leggere.
Inizia la sua carriera all'età di sei anni. Il suo primo ruolo è nella serie Partners. Oggi è conosciuto per il ruolo di Farkle Minkus nello spin-off di Boy Meets World di Disney Channel. È comparso in un episodio di Non sono stato io nei panni di Stevie. Nel 2015 ha partecipato allo spettacolo Peter Pan ad Tinkerbell Pirate Christmas al Pasadena Playhouse al fianco di Sabrina Carpenter e August Maturo, suoi colleghi anche nella serie Girl Meets World.

## Filmografia

### Cinema
- The Maiden and the Princess, regia di Ali Scher - cortometraggio (2011)
- R.L. Stine: I racconti del brivido - La casa stregata (Mostly Ghostly: One Night in Doom House), regia di Ron Oliver (2016) Uscito in home video
- Morte tra i banchi (#SquadGoals), regia di Danny J. Boyle (2018)
- Ma, regia di Tate Taylor (2019)
- Midsummer, regia di Bash Achkar - cortometraggio (2019)
- Girl Power - La rivoluzione comincia a scuola (Moxie), regia di Amy Poehler (2021)
- Reply, regia di Elle Mills - cortometraggio (2022)
- Carved - La zucca assassina (Carved), regia di Justin Harding (2024)
- I Wish You All The Best, regia di Tommy Dorfman (2025)

### Televisione
- House of Lies – serie TV, 1 episodio (2012)
- Partners – serie TV, 1 episodio (2012)
- Girl Meets World – serie TV, 71 episodi (2014-2017)
- Non sono stato io (I Didn't Do It) – serie TV, 1 episodio (2015)
- PrankMe – serie TV, 8 episodi (2017)
- Into the Dark – serie TV, 1 episodio (2019)
- Criminal Minds – serie TV, 1 episodio (2022)

## Doppiatori italiani
Nelle versioni in italiano delle opere in cui ha recitato, Corey Fogelmanis è stato doppiato da:
- Alex Polidori in Criminal Minds: Evolution
- Riccardo Suarez in Girl Meets World, Uno splendido errore
- Federico Campaiola in Ma